# 暁のファンファーレ
『暁のファンファーレ』（あかつきのファンファーレ）は、日本のロックバンド、THE BACK HORNの10枚目のフルアルバム。2014年4月9日発売。DVD付初回限定盤と通常盤の2形態で発売。

## 解説
前作『リヴスコール』より約1年10ヶ月ぶりのアルバムである。

## 収録曲
全作曲・編曲：THE BACK HORN
1. 月光
作詞：菅波栄純
2. ビリーバーズ
作詞：菅波栄純
MVが制作されている。
3. シェイク
作詞：山田将司
4. バトルイマ
作詞：山田将司
21stシングル。
5. ブランクページ
作詞：菅波栄純
6. 飛行機雲
作詞：岡峰光舟
7. サナギ
作詞：松田晋二
8. コワレモノ
作詞：菅波栄純
22ndシングル「シンメトリー/コワレモノ」2曲目。
9. エンドレスイマジン
作詞：山田将司
10. 幻日
作詞：菅波栄純
11. タソカゲ
作詞：岡峰光舟
12. シンメトリー
作詞：菅波栄純
22ndシングル「シンメトリー/コワレモノ」1曲目。
13. ホログラフ
作詞：松田晋二

## DVD
1. バトルイマ (Music Video)
2. 暁のファンファーレ (Making Video)